# Mus minutoides
Mus minutoides es una especie de roedor de la familia Muridae, posiblemente el roedor más pequeño, y uno de los mamíferos más pequeños. Tiene una amplia difusión en el África subsahariana, y es un animal de compañía en otras regiones del mundo. Como el ratón, forma parte de la enorme superfamilia Muroidea, que incluye unas mil especies diferentes.Los individuos adultos pesan una media de 5 g, lo que lo convierte en el segundo roedor más pequeño del planeta.Este tipo de ratón mide 5 cm en la edad adulta y menos de 2 cm de longitud al nacer.